# Wadi al-Hudi
Wadi al-Hudi és un lloc al sud-est d'Assuan, al desert oriental, que a l'Imperi Mitjà es va fer servir com a pedrera i s'explotaren unes mines d'ametista. La màxima rendibilitat fou obtinguda amb les pedres per les fortificacions de Núbia, ja que en algunes zones mancava material per fer rajoles. A la zona queden algunes inscripcions.